# Bohbot Kids Network

Bohbot Kids Network (более часто упоминаемая и на экране как BKN, первоначально известная как Amazin' Adventures до 1997 года) — это детский программный блок, управляемый Bohbot Entertainment (позже BKN, Inc.), который транслировался на синдицированных телеканалах с 13 сентября 1992 года.

## История

### Amazin' Adventures (1992—1997)
13 сентября 1992 года Bohbot Entertainment запустила Amazin' Adventures, синдицированный программный блок, который транслировался в течение двух часов по воскресеньям. Byrne Enterprises продала блок по бартеру. В сезоне 1996—1997 годов Amazin 'Adventure также транслировались в течение часа по будням.

### Bohbot Kids Network (1997—1999)
Amazin 'Adventures была повторно запущена как Bohbot Kids Network (BKN) в сентябре 1997 года. К 1997 году сеть подписала 104 станции, охватывающие 75 % территории США, при этом 65 станций транслировали BKN по шаблону, а 35 станций подписались на три года. Станции, которые транслировали блок BKN, включали станции BHC Communications, WCIU-TV, WPGH-TV и The WB 100+ Station Group. В течение первого сезона BKN его программы были разделены на три блока: «Экстремальный блок» («Экстремальные динозавры» и «Экстремальные охотники за привидениями») и «Комедийный блок» («Маска: мультсериал» и «Приключения ежа Соника») по будням, а также «Amazin' Adventures». «Приключения» («Капитан Симиан и космические обезьяны») по выходным.

### Bulldog TV (1999—2000)
16 июля 1999 г. BKN объявили, что их основной синдицированный сервис будет перезапущен как блок, ориентированный на действия. 29 августа. Сервис получил внутреннее название «Bulldog TV», потому что на бамперах квартала был изображен анимированный бульдог. Bulldog TV сосредоточился на боевиках, взятых из существующего каталога Bohbot, и приобретал шоу в основном у DIC, разбитые на двухчасовые блоки, которые транслировались по будням и воскресеньям. Существующий BKN показывает «Ожившие мумии!», «Double Dragon», «Уличные акулы», «Джуманджи», «Мир Бикмана» и «капитан симиан и космические обезьяны» попали в сервис с ребрендингом. Также были добавлены три новых шоу: два новых оригинальных шоу «Удивительные мифы и легенды» и «Звёздный десант: Хроники» и приобретенная DIC ярмарка «Sonic Underground» .
Bulldog TV прекратил вещание на большинстве станций в 2000 году, но группа станций WB 100+ продолжала транслировать повторы шоу BKN в сезоне 2000—2001 годов. В это время шоу BKN транслировались на канале Sci-Fi по утрам в будние дни.

### Возрождение бренда Amazin' Adventures в качестве канала YouTube (с 2023 г. по настоящее время)
В феврале 2023 года компания 41 Entertainment, нынешний дистрибьютор бывшего контента BKN, подала заявку на регистрацию товарного знака «Amazin' Adventures». Позже в том же месяце бренд был возрожден как канал на YouTube, который предлагает программы из каталога 41 и BKN.

## Программирование
- Saban’s Around the World in Eighty Dreams (1992—1993)
- Saban’s Gulliver’s Travels (1992—1993)
- The Wizard of Oz (1992—1993)
- Король Артур и рыцари справедливости (1992—1996)
- Double Dragon (1993—1996, 1999—2000)
- Hurricanes (1993—1994)
- Могучий Макс (1993—1994, 1998—1999)
- Starcom: The U.S. Space Force (1994)
- Turbocharged Thunderbirds (1994—1995)
- Уличные акулы (1995—1997, 1999—2000)[10]
- Adventures of Sonic the Hedgehog (1995—1996, 1997—1998)
- Гаджет Бой и Хизер (1995—1996)
- Принцесса Гвеневера и всадники за драгоценностями (1995—1997)
- A.J.'s Time Travelers (1995—1996)
- Ultraforce (1995—1996)
- Skysurfer Strike Force (1995—1997)
- капитан симиан и космические обезьяны (1996—1998)
- Маска: мультсериал (1996—1998)
- Экстремальные динозавры (1997—1998)
- Экстремальные охотники за привидениями (1997—2000)
- Джуманджи (1998—1999)[11]
- Приключения карманных драконов (1998—1999)
- Ожившие Мумии! (1998—2000)
- Соник Андерграунд (1999—2000)
- Monster Rancher (1999—2001)
- Рэмбо и Силы свободы (1999—2000)
- Звёздный десант: Хроники (1999—2000)
- Удивительные мифы и легенды (1999—2000)

## BKN Kids II
BKN Kids II (под торговой маркой BKN в эфире) — это блок детских программ, управляемый Bohbot Entertainment, который транслировался в синдикации с 29 августа 1999 г. по 20 октября 2000 года.

### История
Имея множество предложений на 50 ведущих рынках для Bohbot Kids Network, Bohbot Entertainment запланировала запуск второй сети синдикации, BKN Kids II, на сентябрь 1998 года, чтобы удовлетворить спрос. «BE» также искал шоу других синдикаторов для включения в BKN Kids II. В связи с финансовыми неудачами, которые случались в прошлом, консорциум банков предоставил Bohbot новое финансирование в размере 100 миллионов долларов в сентябре 1998 года. Одновременно было объявлено о двух новых блоках, а также о новом председателе / генеральном директоре Bohbot Kids Network Рике Ангаре. BKN также указала, что долгосрочные соглашения о присоединении к сети близки к завершению с Chris-Craft / United Television, Tribune Broadcasting, Paramount Stations Group, Sinclair Broadcast Group и кабельной сетью WeB сети WB. Группы станций, присоединившиеся к BKN 2 при запуске, включали Sinclair Broadcast Group, Tribune Broadcasting, Clear Channel Communications и ACME Communications .
Запуск блока был перенесен на 29 августа 1999 года, что совпало с ребрендингом основного сервиса BKN в Bulldog TV, ориентированном на действия. Поскольку обе службы изначально не могли совместно использовать программы для предоставления защиты Syndex, BKN Kids II функционировал как более массовый блок, ориентированный на более широкую аудиторию, охватывающую как мальчиков, так и девочек от 2 до 11 лет. Большая часть программ, ранее появлявшихся на основном сервисе, была перенесена в Kids II с такими шоу, как «Могучий Макс», «Горец» «Маска: мультсериал» и «Приключения ежа Соника», заполняющими расписание.
Как и Bulldog TV, BKN Kids II прекратил вещание 20 октября 2000 года.

### Программирование
- Adventures of Sonic the Hedgehog
- Мир Бикмана
- Капитан Симиан и космические обезьяны
- Экстремальные динозавры
- Горец: мультсериал
- Джуманджи
- Король Артур и рыцари справедливости
- Могучий Макс
- Приключения карманных драконов
- Skysurfer Strike Force
- Соник Андерграунд